# Katarzyna Suknarowska
Katarzyna Suknarowska, po mężu Kaczor (ur. 5 lipca 1987 w Krakowie) – polska koszykarka grająca na pozycji rozgrywającej.
16 listopada 2017 została po raz drugi w karierze zawodniczką Wisły Can-Pack Kraków.

## Osiągnięcia
Stan na 21 stycznia 2018, na podstawie, o ile nie zaznaczono inaczej.
NJCAA
- Wicemistrzyni NJCAA (2007)

Drużynowe
- Wicemistrzyni Polski (2013)
- Finalistka pucharu Polski (2015, 2018[6])
- Uczestniczka rozgrywek Euroligi (2012/13, 2014/15)

Indywidualne
(* – nagrody przyznane przez portal eurobasket.com)
- Defensywna zawodniczka roku ligi łotewskiej NBL (2014)*
- Zaliczona do II składu NBL (2014)*

Reprezentacja
- Uczestniczka:
  - uniwersjady (2011 – 15. miejsce)
  - mistrzostw Europy:
    - U–20 (2006 – 15. miejsce)
    - U–18 (2005 – 13. miejsce)

  - kwalifikacji do mistrzostw Europy U–16 (2003)